# Martina Felli
Martina Felli (San Marcello Pistoiese, 13 marzo 1987) è una doppiatrice italiana.

## Biografia
Fin da giovane ha coltivato la sua passione per il doppiaggio da autodidatta attraverso gli episodi degli anime e realizzando doppiaggi amatoriali con alcuni amici, tra cui Maurizio Merluzzo, Jacopo Calatroni, Katia Sorrentino e Simone Lupinacci. Al Centro Teatro Attivo di Milano ha studiato per due anni fonetica, dizione, recitazione e doppiaggio con Nicoletta Ramorino, Pino Pirovano e Donatella Fanfani. Dalla fine del 2010 ha iniziato a muovere i primi passi nel mondo del doppiaggio come professionista, nelle città di Torino, Milano e Roma.
Un anno dopo viene scelta come doppiatrice di Ashley Rickards, protagonista della serie TV Diario di una nerd superstar, che proseguirà per cinque stagioni. In seguito diviene famosa per aver dato la sua voce alla tormentata Hannah Baker (interpretata da Katherine Langford) della serie Netflix Tredici; nel 2017 ha vinto il premio di Miglior Doppiatore in un videogioco al Festival del doppiaggio Voci nell'Ombra per il suo doppiaggio in Horizon Zero Dawn. Nel campo videoludico ha doppiato anche la versione femminile di V, protagonista di Cyberpunk 2077, e dal 2017 è la voce italiana della Principessa Zelda.

## Doppiaggio

### Cinema
- Jessica Henwick in Matrix Resurrections, The Gray Man, Glass Onion: Knives Out
- Anaïs Demoustier in Alice e il sindaco, November - I cinque giorni dopo il Bataclan
- Hande Yilmaz in Tattiche d'amore, Tattiche d'amore 2
- Yuina Kuroshima in Fullmetal Alchemist - La vendetta di Scar, Fullmetal Alchemist - Alchimia finale
- Eiza González in Ambulance, Il ministero della guerra sporca
- Hunter Schafer in Hunger Games - La ballata dell'usignolo e del serpente, Kinds of Kindness
- Daisy Edgar-Jones in La ragazza della palude, Twisters
- Kira Josephson in Megan
- Addison Timlin in Il luogo delle ombre
- Caitlin Gerard in Smiley
- Lily Collins in Inheritance
- Alexia Fast in Grace - Posseduta
- Addison Rae in He's All That
- Samara Weaving in Guns Akimbo
- Taylor Mosby in Thunder Force
- Alice Lee in Brittany non si ferma più
- Melonie Diaz in Truffatori in erba
- Amali Golden in Black Water: Abyss
- Christine Home in The Captive - Scomparsa
- Laia Costa in Newness
- Mélanie Bernier in Un po', tanto, ciecamente
- Genevieve Angelson in Sempre amici
- Anastasia Bamposin in Go-Kart
- Claude Scott-Mitchell in Chi è senza peccato - The Dry
- Tristin Mays in Thunderstruck - Un talento fulminante
- Assa Sylla in L'ultimo mercenario
- Shira Haas in Foxtrot - La danza del destino
- Violeta Palukas in Infanzia clandestina
- Fumika Shimizu in Tokyo Ghoul - Il film
- Maika Yamamoto in Tokyo Ghoul S
- Natalia de Molina in Chi canterà per te?
- Fanny Bornedal in Un'ombra negli occhi
- Büşra Develi in Mio figlio
- Kelden Lhamo Gurung in Lunana - Il villaggio alla fine del mondo
- Lou de Laâge in Black Box - La scatola nera
- Caitlin Carmichael in Midnight in the Switchgrass - Caccia al serial killer
- Yara Shahidi in Una torta per l'uomo giusto
- Michelle Jenner in Bird Box Barcellona
- Rachel Keller in Non così vicino
- Sajal Ali in What's Love?
- Ashley Greene in Mio padre è un sicario
- Patsy Ferran in Wonder: White Bird
- Charlee Fraser in Tutti tranne te
- Sadie Soverall in Saltburn
- Zoé Marchal in I nuovi ricchi
- Greta Lee in Past Lives
- Liza Koshy in Transformers - Il risveglio
- Fumino Kimura in City Hunter
- Geraldine Viswanathan in Drive-Away Dolls
- Chloe Bailey in L'esorcismo - Ultimo atto
- Jojo T.Gibbs in Dogman
- Vanessa Marano in This Is the Year
- Laura Marano in Choose Love - Scegli l'amore
- Eva Avila in Emma e il giaguaro nero
- Anna Garcia in Fly Me to the Moon - Le due facce della Luna
- Taylor Swift in Amsterdam
- Renata Manterola in Príncipes salvajes
- Sophie Cookson in This Time Next Year - Cosa fai a Capodanno?
- Kelsey Asbille in Don't Move
- Hailee Steinfeld ne I peccatori
- Clara Joly in Luna di miele con mamma
- Callie Cooke in F1 - Il film
- Julia Svacinna in Famiglia, ma non troppo

### Film d'animazione
- Illyasviel von Einzbern in Fate/stay night: Heaven's Feel - I. presage flower, Fate/stay night: Heaven's Feel - II. lost butterfly, Fate/stay night: Heaven's Feel - III. spring song
- Miki Makimura in Devilman – Il capitolo della nascita (ridoppiaggio), Devilman – Il capitolo dell’arpia Sirèn (ridoppiaggio), Cyborg 009 vs Devilman
- Def in Yellowbird
- Naeko Miike in Lupin Terzo vs Detective Conan
- Kara in Doraemon - Il film: Nobita e la grande avventura in Antartide "Kachi Kochi"
- Shizu in Blame!
- Akane Aioi in A te che conosci l'azzurro del cielo - Her Blue Sky
- Scootaloo in My Little Pony - Equestria Girls
- Genesect d'acqua in Il film Pokémon - Genesect e il risveglio della leggenda
- Milli Acciaio in Il film Pokémon - Diancie e il bozzolo della distruzione
- Erika in Il film Pokémon - Scelgo te!
- Himiko Toga in My Hero Academia: Heroes Rising
- Giornalista in Lupin III - Addio, amico mio[5]
- Kaori Yamasaki in Seven Days War
- Asfi Al Andromeda in È sbagliato cercare di incontrare ragazze in un Dungeon? - Il film: La freccia di Orione
- Sara in Naruto Shippuden - Il film: La torre perduta
- Ritsu in Assassination Classroom the Movie - L'ora dei 365 giorni
- Ai in Yatterman The Movie: Sfida nel regno dei giocattoli
- Isabelle in Puffin Rock - Il film
- Luna in Mani rosse
- Lizzie in L'immaginario
- Kō Yaten / Sailor Star Healer in Pretty Guardian Sailor Moon Cosmos - Il film
- Salma in La fiaba infinita
- Joo Nan-young in Lost in Starlight
- Vontra in Il robot selvaggio
- Maria Antonietta in Le rose di Versailles - Lady Oscar

### Televisione
- Paris Berelc in Mighty Med - Pronto soccorso eroi, Lab Rats: Elite Force
- Bige Önal in Ethos, Love Is in the Air
- Dove Cameron in I racconti del brivido - L'armadio delle anime
- Sydney Park in Una pazza crociera
- Anna Louise Sargeant in Robin Hood - Il segreto della foresta di Sherwood
- Katherine Langford in Tredici
- Ashley Rickards in Diario di una nerd superstar
- Harriet Cains in Bridgerton
- Brittany O'Grady in The White Lotus
- Gaby Hoffmann in Transparent
- Sophia Di Martino in Loki
- Elena Kampouris in Jupiter's Legacy
- Samara Weaving in SMILF
- Ana Belena in Sangre de mi tierra
- Nicole Boivin e Madeleine Martin in Hemlock Grove
- Sydney Scotia in Un'azienda per gioco
- Lea Drinda in Noi, i ragazzi dello zoo di Berlino
- Piper Curda in Non sono stato io
- Camilla Cresencia-Mills in Skins
- Jessica Alexander in Get Even
- Miriam Petche in Una strega imbranata
- Garance Marillier in Gone for Good - Svaniti nel nulla
- Paula Prendes in Grand Hotel - Intrighi e passioni
- Ida Elise Broch in Natale con uno sconosciuto
- Birte Wentzek in Tempesta d'amore
- Alejandra Meco in Una vita
- Bárbara Goenaga in Per sempre
- Florencia Cappiello in Cata e i misteri della sfera
- Emily Montague in Scandal
- Fivel Stewart in Atypical
- Shin Min-a in Hometown Cha-Cha-Cha
- Kim Tae-ri in Venticinque e ventuno
- Hikari Mitsushima in First Love
- Zamani Wilder in Il bunker
- Eleanor Tomlinson in A Small Light
- Jessica Allain in The Continental: Dal mondo di John Wick
- Aparna Brielle in FUBAR
- Naz Göktan in My Home My Destiny
- Cha Joo-young in The Glory
- Elaine Wang in Mask Girl
- Oh Hye-won in A Bloody Lucky Day
- Windel in Gormiti - The New Era
- Kelsey Asbille in 30 caffè per innamorarsi
- Amal Affani in Attacco al potere - Paris Has Fallen
- Susana Morales in Cent’anni di solitudine
- Miku Martineau in Kakegurui
- Anire Kim Amoda in Will Trent
- Alaïs Lawson in Andor
- Karina Ortiz in The Walking Dead: Dead City

### Serie animate
- Skie Blue in Inazuma Eleven GO, Inazuma Eleven GO: Chrono Stone e Inazuma Eleven GO: Galaxy
- Margaret "Echo" Pearl in Fast & Furious - Piloti sotto copertura
- Angelita Perez/Nubess (2°voce) in MeteoHeroes
- Fontaine Nekton in Gli Abissi
- Blythe Baxter in Littlest Pet Shop
- Kitty Cheshire in Ever After High
- Cylindria in Pac-Man e le avventure mostruose
- Berry in Le Lalaloopsy
- Ines in Extreme Football
- Dia in Shugo Chara - La magia del cuore
- Zuzu Boyle in Yu-Gi-Oh! Arc-V
- Scootaloo in My Little Pony - L'amicizia è magica
- Naeko Miike (episodi 711-712) in Detective Conan
- Keiko Momoi in Magic Kaito 1412
- Esta in Mobile Suit Gundam Unicorn
- Anaru da bambina in Ano Hana
- Saya Takagi in Highschool of the Dead
- Rurumu in Magi: The Labyrinth of Magic
- Yukina Shirahane in Kuromukuro
- Sasha in I Cavalieri dello zodiaco - The Lost Canvas
- Himiko Toga, Fuyumi Todoroki e Sirius (1°voce) in My Hero Academia
- Aoi Kunieda in Beelzebub
- Illyasviel von Einzbern in Fate/stay night: Unlimited Blade Works
- Asako Hague in Fire Force
- Asfi Al Andromeda in DanMachi
- Tarantula Panther in Cutie Honey Universe
- Eritrocita NT4201 in Cells at Work! - Lavori in corpo
- Ritsu in Assassination Classroom
- Najimi Osana in Komi Can't Communicate
- Shana in Pokémon XY
- Lita in Future GPX Cyber Formula
- Yuuki Konno in Sword Art Online
- Pieck Finger in L'attacco dei giganti
- Katarina Canetti in Cyborg 009: Call of Justice
- Misao Amari in Fate/Extra Last Encore
- Shasa Guten in Beyblade Burst Evolution
- Queenie Yoh in Last Hope
- Rin in Lost Song
- Shiho in Naruto: Shippuden
- Yui Michimiya in Haikyu!! - L'asso del volley
- Emma Gilbert in H2O - Avventure da sirene
- Talia in LoliRock
- Luna in Kyashan Sins
- Yurine in Karas
- Fei Wu in Miraculous - Le storie di Ladybug e Chat Noir
- Ai in Yatterman
- Kokomi Teruhashi in The Disastrous Life of Saiki K.: Reawakened
- Argentuccia/Silky e Alexandra Heath in The Ancient Magus Bride
- Alexia Midgar in The Eminence in Shadow - Un giorno sarò l'eminenza grigia
- Crush Lulu in Overlord
- Power in Chainsaw Man
- Oyuki in Lamù e i casinisti planetari - Urusei yatsura
- Elfa in Uncle from Another World
- Aki Adagaki in Masamune-kun no revenge
- Kara Minami in Witch Watch
- Kozue Matsumoto in Baki
- Am in Star Wars: Visions
- May Parker in Spidey e i suoi fantastici amici
- Yomogi Momokusa in Togen Anki - Sangue maledetto
- Claire Francois in I'm in Love with the Villainess
- Frieren in Frieren - Oltre la fine del viaggio
- Kana Ichikawa in The Dangers in My Heart
- Jiemei in Ushio e Tora (2015)
- Investigatrice in Solo Leveling
- Janelle in Dream Productions
- Cassidy in Secret Level
- Kodachi Kuno in Ranma ½ (2024)

### Videogiochi
- Marisa Chase in Uncharted: L'abisso d'oro (2011)[6]
- Jessica Sherawat in Resident Evil: Revelations (2012)[7]
- Tracey in Batman: Arkham Origins (2013)[8]
- Troy in Dying Light (2015)[9]
- Natalia Korda in Resident Evil: Revelations 2 (2015)[10]
- Queenie Goldstein in LEGO Dimensions (2015)
- D.Va in Heroes of the Storm (2015),[11] Overwatch (2016),[12] Overwatch 2 (2022)[13]
- Beth Wilder in Quantum Break (2016)[14]
- Daria Myska in Deus Ex: Mankind Divided (2016)[15]
- Everlyn Sotomura in Call of Duty: Infinite Warfare (2016)[16]
- Principessa Zelda in The Legend of Zelda: Breath of the Wild (2017),[17] Hyrule Warriors: L'era della calamità (2020)[18] e The Legend of Zelda: Tears of the Kingdom (2023)[19]
- Aloy in Horizon Zero Dawn (2017),[3] Horizon Forbidden West (2022),[20] Horizon Forbidden West: Burning Shores (2023),[20] LEGO Horizon Adventures (2024)[21]
- La Catrina in Need for Speed: Payback (2017)[22]
- Assistente in Monster Hunter: World (2018)[23]
- Traci Lader in Far Cry 5 (2018)[24]
- Galla in Starlink: Battle for Atlas (2018)[25]
- Detective Montoya in LEGO DC Super-Villains (2018)[26]
- Alani Kelso in Tom Clancy's The Division 2 (2019),[27] Tom Clancy's The Division 2: Warlords of New York (2020)[27]
- Jess Blazkowicz in Wolfenstein: Youngblood (2019)[28]
- Julia in The Dark Pictures: Man of Medan (2019)[29]
- Anna Becker in Tom Clancy's Ghost Recon Breakpoint (2019)[30]
- Emma in Sekiro: Shadows Die Twice (2019)[31]
- V (femmina) in Cyberpunk 2077 (2020)[32]
- Kate Bishop in Marvel's Avengers (2020)[33]
- Fulke in Assassin's Creed: Valhalla (2020)[34]
- Margaret "Echo" Pearl e Pizza Rave in Fast & Furious: Spy Racers - Rise of SH1FT3R (2021)[35]
- Beta in Horizon Forbidden West (2022),[20] Horizon Forbidden West: Burning Shores (2023)[20]
- Abigail Blig in The Quarry (2022)[36]
- Neyrelle in Diablo IV (2023)[37]
- Tarja in Final Fantasy XVI (2023)[38]
- Nehal in Assassin's Creed Mirage (2023)[39]
- Pailin Chaladphukhealom in Indiana Jones e l'antico cerchio (2024)[40]

## Riconoscimenti
La Musa d'Oro 2023: Miglior Doppiaggio Videogiochi per Hannah Hoekstra (Aloy) in Horizon Forbidden West